# Escut de Xóvar
L'escut de Xóvar és el símbol representatiu oficial de Xóvar, municipi del País Valencià, a la comarca de l'Alt Millars. Té el següent blasonament:
| « | Escut quadrilong de punta redona. En camp de gules una torre d'or, maçonada i aclarida de sable i somada d'una bandera d'argent. Al timbre, corona reial oberta. | » |

## Història
L'escut fou aprovat per Resolució de 15 de juliol de 2004, del conseller de Justícia i Administracions Públiques, publicada en el DOGV núm. 4.910, de 24 de desembre de 2004.
La torre és un element tradicional de l'escut del poble i al·ludeix a l'únic vestigi que queda de l'antic castell morisc de Xóvar. A l'Arxiu Històric Nacional es conserven tres segells en tinta de 1876: de l'Ajuntament, de l'Alcaldia i del Jutjat de Pau; en els dos primers ja hi apareix aquest escut.